# Najade (barco)
El Najade era  un Kombischiff (transbordador de pasajeros y mercancías) alemán, transformado y utilizado en la Segunda Guerra Mundial, como un buque de guerra. Después de la guerra, de nuevo tuvo un uso civil, hundiéndose en 1961, en el mar de Mármara.

## Construcción y especificaciones
El barco fue botado el 11 de noviembre de 1936, con el número 463 de la naviera Neptunwerft, en los astilleros de Rostock. Se puso en servicio el 24 de marzo de 1937 por la compañía Dampfschifffahrts Gesellschaft "Neptun" en Bremen. Tenía 75,10 m de eslora (largo), 10,57 m de manga (ancho),  4,31 m de altura, 3,93 m calado, 1246 arqueo y 653 tonelaje. Dos motores diésel de cuatro tiempos, de seis cilindros, producían 1100 CV y dos hélices que permitían una velocidad de crucero de 12 nudos. La tripulación contaba con 18 hombre, y además de la carga,  podía transportar hasta 10 pasajeros.

## Destino
En abril de 1940, la Armada alemana, solicitó al propietario del barco, su conversión en buque de guerra, comenzando su remodelación el 10 de mayo de 1940 en Aalborg. El 18 de septiembre de 1940, fue puesto en servicio.  Se usó para el bloqueo del mar Báltico y  la Guerra Germano-Soviética, también para el cierre del golfo de Finlandia. En los últimos meses de guerra, el barco estuvo involucrado en la Operación Aníbal, para la evacuación alemana de heridos y refugiados de Prusia Oriental y Prusia Occidental.
Después de la guerra, el 15 de septiembre de 1945, tomó posesión del barco la Royal Navy en Flensburgo, tras detenerse al último gobierno nazi y asignado en junio de 1945 a la limpieza de minas en aguas danesas.
En diciembre de 1947, toma posesión del barco Bélgica, como reparaciones de guerra y posteriormente es asignado a  la Société Commerciale Antoine Vloeberghs de Amberes, cambiando su nombre a  Irene Marie. 
El 21 de junio de 1956 fue vendido a Seetransport GmbH (gestionado por Ernst Jacob en Flensburg) y bautizado con el nuevo nombre de Rimberg, para el transporte de pirita, hierro y carbón. El 28 de septiembre de 1960, fue vendido a la Cretan Shipping Co, Tsourinakis Bros, en el puerto de El Pireo, Grecia, con el nombre de Sofía T, viajando por el mar Mediterráneo y el Mar Negro como Granelero. El 19 de diciembre de 1961, en un viaje con una carga de cemento, de Constanza (Rumanía) a Trípoli (Libia), chocó contra unas rocas en el mar de Mármara y se hundió poco después, en la posición 40°34′N 27°34′O / 40.567, -27.567.

## Literatura
- Erich Gröner: Los alemanes, los Buques de guerra 1815-1945. Volumen 3: Submarinos, Hilfskreuzer, Minenschiffe, Netzleger, Sperrbrecher.  Bernard & Graefe, Koblenz, 1985, ISBN 3-7637-4802-4